# Naissance en 1515
Naissance
- 1511
- 1512
- 1513
- 1514
- 1515
- 1516
- 1517
- 1518
- 1519

Cette page dresse une liste de personnalités nées au cours de l'année 1515 :
- 4 février : Nicolas Christophe Radziwill, chancelier du grand duché de Lituanie, voïvode de Vilnius et grand-Hetman de Lituanie.
- 14 février : Frédéric III du Palatinat, seigneur souverain de la maison de Wittelsbach, de la branche Palatinat-Simmern-Sponheim  († 26 octobre 1576).
- 18 février : Valerius Cordus, botaniste et chimiste allemand († 25 septembre 1544).

- 10 mars : Injong, douzième roi de la Corée en période Joseon († 8 août 1545).
- 12 mars : Caspar Othmayr, théologien et compositeur allemand († 4 février 1553).
- 28 mars : Thérèse d'Ávila, réformatrice monastique († 4 octobre 1582).

- 12 mai : Christophe de Wurtemberg, duc de Wurtemberg de 1550 à sa mort le († 28 décembre 1568).

- 4 juillet : Éléonore d'Este, princesse italienne du duché de Ferrare († 1575).
- 10 juillet : Francisco de Toledo, cinquième des vice-rois du Pérou.
- 14 juillet : Philippe Ier de Poméranie, duc de Poméranie-Wolgast († 14 février 1560).
- 21 juillet : Philippe Néri, fondateur de la congrégation de l'Oratoire, et figure très importante de la Réforme catholique entreprise avec le concile de Trente († 26 mai 1595).

- 10 août : Filippo d’Averardo Salviati, personnalité et mécène appartenant à une riche famille de banquiers et de notables florentins († 27 juillet 1572).
- 19 août : Louise de France, première fille du roi de France François Ier et de la Reine Claude de France († 21 septembre 1518).

- 8 septembre : Alfonso Salmeron, prêtre jésuite espagnol († 13 février 1585).
- 22 septembre : Anne de Clèves, épouse du roi Henri VIII d'Angleterre, Reine d'Angleterre grâce à cette union royale († 16 juillet 1557).

- 4 octobre : Lucas Cranach le Jeune, peintre et graveur de la Renaissance artistique allemande († 1566).
- 8 octobre : Margaret Douglas, fille d'Archibald Douglas 6e comte d'Angus, et de Margaret Tudor († 7 mars 1578).
- 18 octobre : Leone Strozzi, condottiere italien de la famille florentine des Strozzi († 28 juin 1554).
- 24 octobre : Gianantonio Capizucchi, cardinal italien († 28 janvier 1569).

- 9 novembre : Barthélémy Del Bene, écrivain français d'origine toscane  († 1595).
- 22 novembre : Marie de Guise, duchesse de Longueville puis reine et régente d'Écosse († 10 juin 1560).

- 3 décembre : Jean de Coras, jurisconsulte et professeur de droit à Toulouse († 4 octobre 1572).
- 15 décembre : Marie de Saxe, princesse de Saxe.
- 23 décembre : Johann Jacob Fugger, homme de lettres allemand († 14 juillet 1575).

- Date précise inconnue :
- Roger Ascham, pédagogue anglais († 23 décembre 1568).
- Abdellah ben Hassoun, un des principaux saints de Salé († 1604).
- Gaspar Berze, prêtre jésuite néerlandais († 18 octobre 1553).
- Jean de Bautista de Tolède, architecte espagnol († 15 mai 1567).
- Giuseppe Betussi, écrivain italien polygraphe.
- Sébastien Castellion, humaniste, bibliste et théologien protestant français († 29 décembre 1563).
- Jacques Pineton de Chambrun, ministre français de la religion réformée († 1601).
- Giambattista Canano, médecin anatomiste et professeur à l'université de Ferrare († (1579).
- Giovanni Battista della Cerva, peintre italien († 27 avril 1580).
- Guglielmo Della Porta, architecte et sculpteur italien († 1577).
- Nicolas Denisot, poète français de la  Pléiade († 1559).
- Leonard Digges, mathématicien et géomètre britannique († 1559).
- Félix de Cantalice, frère mineur capucin, canonisé par l'église catholique († 18 mai 1587).
- Johannes Hermann, Thomaskantor, auteur de cantiques et juriste allemand († 22 avril 1593).
- Francisco Hernández, médecin et botaniste espagnol.
- Charles de La Roche-sur-Yon, prince de sang de la maison de Bourbon († 10 octobre 1565).
- Pierre Lescot, architecte français († 10 septembre 1578).
- Simon de Maillé, prélat français († 11 janvier 1597).
- Giandomenico Martoretta, compositeur italien.
- Chiara Matraini, poétesse italienne.
- Şehzade Mustafa, prince de Manisa et d'Amasya († 6 octobre 1553).
- Benedetto Nucci, peintre italien († 1587).
- Piyale Pacha, amiral ottoman († 21 janvier 1578).
- François de Rohan-Gié, petit-fis du maréchal de Gié, lieutenant-général en Bretagne († 1559).
- Gilles de Trèves, seigneur de Ville-sur-Saulx († 1er février 1582).
- Hōjō Tsunashige, commandant samouraï († 11 juin 1587).
- Hōjō Ujiyasu, daimyō du clan Go-Hōjō († 21 octobre 1571).
- Inaba Yoshimichi, samouraï de la période Sengoku du Japon († 5 janvier 1589).

- Vers 1515 :
- Cristobal Acosta,  Christóbal Acosta ou Cristóvão da Costa, médecin et naturaliste portugais.
- Josquin Baston, compositeur de l’école franco-flamande, et, peut-être, originaire des anciens Pays-Bas († vers 1576).
- Jean VI de Bueil, grand échanson de France, comte de Sancerre, vicomte de Carentan, seigneur de Montrésor, de Château-la-Vallière, de Courcillon, de Saint-Calais, de Vaujours, Ussé et de Vailly.
- Jean Bullant, architecte et sculpteur français.
- Lodovico Domenichi, auteur italien de nombreux plagiats († 29 août 1564).
- André des Freux, prêtre jésuite, écrivain et humaniste français († 26 octobre 1556).
- Pierre de La Ramée, logicien et philosophe français converti au calvinisme († 26 août 1572).
- Pompeo Landulfo, peintre italien de l'école napolitaine († 1590).
- Gian Antonio Licinio, peintre maniériste italien († 1576).
- Simon Vigor, théologien et controversiste catholique français († 1er novembre 1575).

## Crédit d'auteurs
- Cet article est partiellement ou en totalité issu de l'article intitulé « 1515 » (voir la liste des auteurs).